# Émilie Andéol
Émilie Andéol (Bordeaux, 30 ottobre 1987) è una judoka francese.

## Palmarès
- Olimpiadi

Rio de Janeiro 2016: oro nei +78 kg.
- Mondiali

Chelyanbisk 2014: bronzo nei 78 kg
Budapest: bronzo nella gara a squadre.
- Europei

Budapest 2013: argento nei 78kg.
Montpellier 2014: oro nei 78 kg.
Baku 2015: oro nei 78 kg.